# 近交係数
近交係数（きんこうけいすう、inbreeding coefficient）は、近親交配（近交）の度合いを表す数値である。近交係数は、ある個体の持つ2つの相同遺伝子が、共通祖先が持っていた同じ遺伝子に由来するホモ接合となる確率と定義される。なお、個体に発現した形質は考慮に入れず、事前確率だけで算出する。性染色体上の遺伝子や劣性致死遺伝子なども考慮に入れない。固定指数 (fixation index) とも呼び、それを略して F または f で表され、F値ともいう。
近交係数は生まれる子供の特性だが、それを夫婦の間（あるいは任意の個体間）の関係と捉えた場合は、親縁係数（coefficient of [kinship, parentage or consanguinity]）または共祖係数（coancestry）と呼ぶ。つまり、ある2個体の親縁係数は、その間にできる子供の近交係数である。ただし、厳密に呼び分けないこともある。
近親度を表す類似の概念に血縁係数（coefficient of relationship）または血縁度（relatedness）があり、rで表記される。血縁係数rは親縁係数Fから計算できる。

## 歴史
1921年、シューアル・ライトにより導入された。当時の定義は厳密には現在と異なり、結合する配偶子間の遺伝的な相関と定義されていた。1948年、ギュスターヴ・マレコが現在の定義を与えた。

## 血縁係数
血縁係数はライトが考案した近親度を表す別の尺度であり、近交（親縁）係数Fと血縁係数rの変換は
{\displaystyle r_{ij}={\frac {2F_{ij}}{{\sqrt {1+F_{i}}}{\sqrt {1+F_{j}}}}}}
となる。

## 値

### 簡単な例
2倍体の有性生殖の場合
| 親等 | F    | r    | 続柄の例                     |
| ---- | ---- | ---- | ---------------------------- |
|      | ≧1/2 |      | 近交系                       |
| 0    | 1/2  | 1    | 一卵性双生児、クローン       |
| 1    | 1/4  | 1/2  | 親子                         |
| 2    | 1/4  | 1/2  | 兄弟姉妹（全兄弟）           |
| 2    | 1/8  | 1/4  | 片親違いの兄弟姉妹（半兄弟） |
| 2    | 1/8  | 1/4  | 祖父母と孫                   |
| 3    | 1/8  | 1/4  | おじと姪・おばと甥           |
| 3    | 1/16 | 1/8  | 曽祖父母と曽孫               |
| 4    | 1/16 | 1/8  | 大おじと大姪・大おばと大甥   |
| 4    | 1/16 | 1/8  | いとこ                       |
| 4    | 1/32 | 1/16 | 高祖父母と玄孫               |
| 5    | 1/32 | 1/16 | いとこ半                     |
| 6    | 1/64 | 1/32 | はとこ                       |
| 〜∞  | 〜0  | 〜0  | 他人                         |

特記ない限り、兄弟姉妹関係は全て両親どちらも同じとする。また養子縁組・婚姻などによる義理の家族関係は除外する。
厳密には、近親交配でなくても F は0でない小さな値を持つ。人類のような大きな集団では他人間の F は非常に小さいが、実験動物や栽培品種のような近親交配の進んだ集団では、近縁でない個体間の F も無視できない。極端な場合は F ≧ 1/2 となり、近交系と呼ばれる。

### 計算法
共通祖先が1人しかいない単純な続柄の間の F は、F = 1 / 2n + 1 と表される。n は、夫婦の間の親等である。つまり、共通祖先から n1 代後の子孫と n2 代後の子孫の間では、n = n1 + n2 である。
共通祖先が複数いる場合は、それぞれの共通祖先について計算した F を足し合わせて総和を得る。（両親が同じ）兄弟姉妹やその子孫も、共通祖先が父と母の2人いるのでこの加算をする。したがって、F = 1 / 2n + 1 + 1 / 2n + 1 = 1 / 2n と倍になる。
共通祖先の F (FA とする) が 0 でない場合は、そのホモ接合型を受け継ぐ可能性があるので、1 + FA をかける。
以上を数式で表すと、以下のようになる。
{\displaystyle F=\sum _{A}{{1+F_{A}} \over {2^{n+1}}}}

## ホモ接合の増加

### ハーディー・ワインベルクの法則との関係
近交係数を考慮すれば、2つの対立遺伝子のホモ接合の割合は、ハーディー・ワインベルクの法則で示される p2 と q2 より pqF ずつ増加する（p と q は2つの対立遺伝子の割合）。ヘテロ接合の割合は  2pq より 2pqF 減少する、つまり、1 － F 倍に減る。

### 遺伝病の増加
一部の遺伝病、特に、致死性遺伝病のほとんどは、ホモ接合で発現する劣性遺伝病である。したがって、F が高くホモ接合の割合が増えると、発症の確率が増える。その増加分は F に比例する。